# Маланій Володимир Харитонович
Маланій Володимир Харитонович — педагог, директор, член колегії управління освіти, Почесний працівник фізичної культури і спорту України, лауреат педагогічної премії імені Богдана Ступарика (2009)

## Життєпис
Народився 12 лютого 1945 року в с. Крилос Галицького р-ну. У 1951—1959 р.р. навчався в Крилівській семирічній школі, а у 1959 р. — у Комарівській загальноосвітній школі.

## Педагогічна діяльність
1963 р. закінчив технікум фізичної культури й розпочав свою трудову діяльність у Помонятській загальноосвітній школі Рогатинського району вчителем фізичного виховання.
За сумлінну наполегливу роботу у 1981 р. переведений на посаду інспектора обласного відділу освіти.
Із 2000 р. працював директором ДЮСШ № 2 м. Івано-Франківська.
Він був вимогливий, дисциплінований до себе та інших. Постійно старався робити добро людям, а особливо допомагав дітям, турбувався про їх фізичний розвиток.
За 13 років діяльності під керівництвом В. Маланія було проведено реконструкцію п'яти плавальних басейнів, у школі працювало п'ять спортивних відділень. Володимир Харитонович завжди допомагав, підтримував вихованців, які успішно виступали на змаганнях міського, обласного та Всеукраїнського рівнів. Усе життя Володимир Харитонович із творчим вогником в очах віддавався зміцненню сили й духу української молоді.
Саме за підтримки Володимира Маланія всі учні 4-х класів загальноосвітніх шкіл міста Івано-Франківська вчаться безкоштовно плавати в п'яти басейнах ДЮСШ.

## Нагороди
За свою добросовісну, творчу, безкорисливу роботу нагороджений Грамотами міського та обласного відділів освіти, посвідченням «Почесний працівник фізичної культури і спорту України» та педагогічною премією імені Богдана Ступарика.
Великі були плани, мрії, але 2 листопада 2013 р. помер талановитий керівник, педагог, директор, член колегії управління освіти.